# Салак
Салак (індонез. Gunung Salak — гора Салак) — діючий вулкан Індонезії у західній частині острова Ява. Останнє виверження зафіксовано у 1938 році.
Схили поросли вологими тропічними лісами. Входить до складу національного заповідника Гунунг-Халімун-Салак.
За 12 км на північ від вулкана розташоване велике місто Богор, яке неодноразово страждало від вулканічної активності й лісових пожеж, що супроводжували виверження. Схематичне зображення Салака присутнє на гербі міста Богор.